# Nir Shaviv

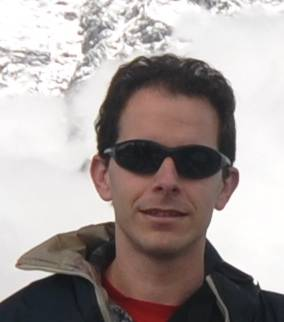
Nir Shaviv (2009)

Nir Joseph Shaviv (hebräisch ניר יוסף שביב‎; * 6. Juli 1972 in Ithaca, New York) ist ein israelisch-US-amerikanischer Physiker. Er ist Professor am Racah-Institut für Physik der Hebräischen Universität Jerusalem. Shaviv bestreitet den menschengemachten Klimawandel, ist in verschiedenen Klimawandelleugnerorganisationen aktiv und gilt als einer der „Stars“ der internationalen Klimaleugnerszene.

## Leben
Shaviv studierte 1987 bis 1990 Physik am Technion in Haifa und schloss seinen BA als Jahrgangsbester ab. Während seines Wehrdiensts bei der IDF (1990–93) setzte er bereits 1992 seine Studien fort und war Coautor bei ersten Veröffentlichungen zur Astrophysik. Er erlangte 1994 den Master of Science in Physik und promovierte 1994 bis 1996. 1996 bis 1999 war er Lee DuBridge Prize Fellow bei der TAPIR (Theoretical Astrophysics Group) am California Institute of Technology. 1999 bis 2001 war er als Postdoc beim Kanadischen Institut für Theoretische Astrophysik der Universität Toronto und 2001 bis 2006 war er leitender Dozent am Racah-Institut für Physik an der Hebräischen Universität von Jerusalem. Von 2006 bis 2012 war er außerordentlicher Professor und ist seit 2012 ordentlicher Professor. Von 2008 bis 2011 war er Vorsitzender der Fakultätsgewerkschaft der Hebräischen Universität und von 2010 bis 2014 Vorsitzender des Koordinierungsrats der Fakultätsgewerkschaften. Im Jahr 2014 wurde er Mitglied des Institute for Advanced Study in Princeton und war von 2015 bis 2019 Vorsitzender des Racah-Institut für Physik.

## Astrophysik
Innerhalb der Astrophysik wurde er zu seinen Arbeiten zur Eddington-Grenze bekannt. Er zeigte, dass astrophysikalische Objekte heller sein können, als die Eddington-Grenze vorgibt. Er konnte dabei den Masseverlust bei der Eta Carinae und bei klassischen Novae besser deuten.

## Beitrag zur Klimageschichte und Rekonstruktion

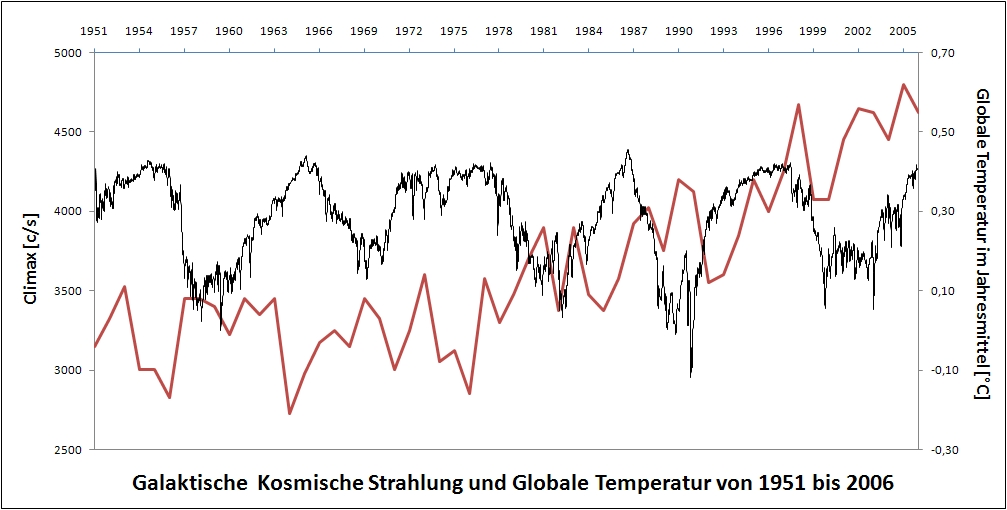
Kosmische Strahlung (schwarz) und gemessene globale Temperatur (rot) von 1951 bis 2006

Kosmische Strahlung (rot) und über geochemische Befunde angenommene globale Temperatur (schwarz) bis 500 Millionen Jahre vor unsere Zeitrechnung

Shaviv hatte den Einfluss von kosmischer Strahlung auf Eisen-Meteoriten und deren Isotopenverteilung untersucht und dabei einen Zusammenhang zwischen Zeiten relativ kühlen Klimas in der Erdgeschichte und erhöhter kosmischer Strahlung postuliert. Dies nutzte er zu einer Deutung des Paradoxons der schwachen, jungen Sonne wie des Temperaturverlaufs über die gesamte Erdgeschichte. Shaviv identifizierte vier Peaks im Fluss kosmischer Strahlung (Cosmic Ray Flux, CRF) auf die Erde in den letzten 500 Millionen Jahren etwa mit einem Abstand von 143 plus/minus 10 Millionen Jahren, die er mit vier Durchgängen der Sonne durch Spiralarme in unserer Galaxie in Verbindung brachte, in denen aufgrund höherer Sterndichte mehr Supernovae auftreten, die Quellen kosmischer Strahlung sind. Den Peaks im CRF entsprachen Minima im globalen Temperaturverlauf. Shaviv arbeitete hier mit Jan Veizer zusammen.
Grundlage für den von Shaviv vermuteten Zusammenhang ist die Hypothese Henrik Svensmarks zu einem kühlenden Effekt kosmischer Strahlung auf das Klima. Demnach hätte als Erklärung des Paradoxons der schwachen jungen Sonne der stärkere Sonnenwind der jungen Sonne die Erde vor der galaktischen kosmischen Strahlung abgeschirmt. Experimentelle Ergebnisse aus dem CLOUD-Experiment am CERN und anderen Experimenten konnten keinen größeren Einfluss kosmischer Strahlung auf die Aerosolbildung (Keime für Wolkenbildung) in der unteren Atmosphäre finden. Zahlreiche Forscher äußerten grundsätzliche wissenschaftliche Kritik am methodischen Vorgehen und den Schlussfolgerungen der Arbeiten von Shaviv und Veizer. Die von Shaviv angenommene Korrelation zwischen den Spiralarmdurchgängen der Erde und den Eiszeiten in der Erdgeschichte wurde 2009 mit Hinweis auf neuere Thesen zu einer anderen Mechanik der Spiralarmdurchgänge angezweifelt. Die anhand der Meteoriten beschriebenen Schwankungen kosmischer Strahlung konnten in anderen Arbeiten nicht bestätigt werden.
In der Klimaforschung werden Shavivs und Svensmarks Hypothesen abgelehnt. Der Weltklimarat IPCC hält in seinem 2021 publizierten Sechsten Sachstandsbericht u. a. mit Verweis auf CLOUD-Experimente fest, dass sich die Bewölkungskeimkonzentration in niedrigen Wolken zwischen Solarmaximum und Solarminimum nur um 0,2 bis 0,3 % voneinander unterschied und es daher unwahrscheinlich sei, dass kosmische Strahlen das gegenwärtige Klima beeinflusse. Der Bericht bestätigte damit die Aussage des Fünften Sachstandsberichts von 2013, der ebenfalls schon zusammengefasst hatte, dass galaktische kosmische Strahlen zu schwach seien, um Auswirkungen auf das Klima zu haben, und außerdem kein robuster Zusammenhang zwischen galaktischen kosmischen Strahlen und der Bewölkung gefunden werden konnte. Die seither publizierten Studien bestätige diese Schlussfolgerungen mit entscheidenden Labor-, Theorie- und Beobachtungsdaten. Insgesamt könne daher mit großer Zuversicht geschlossen werden, dass galaktische kosmische Strahlen einen vernachlässigbaren Effekt auf die Klimaentwicklung im Zeitraum 1750 und 2019 gehabt hatten.
Eine 2012 bei der Royal Astronomical Society erschienene Studie von Henrik Svensmark, der ebenfalls den menschengemachten Klimawandel bestreitet und mehrfach mit Shaviv zusammenarbeitete, stellt einen Zusammenhang zwischen kühlen Klimaperioden auf der Erde, mariner Biodiversität und dem in der Studie rekonstruierten Verlauf der Häufigkeit von Supernovae in der Umgebung der Sonne in den letzten 500 Millionen Jahren her. Dabei stützte er sich weniger auf eine Rekonstruktion der Durchgänge der Sonne durch die Spiralarme (deren Struktur unsicher ist) der Galaxie, als auf die Analyse von Stern-Clustern in der Sonnenumgebung. Gegen die Hypothesen von einem Klimaeinfluss kosmischer Strahlung auf einer Zeitskala von tausenden Jahren spricht aber, dass keine Korrelation zwischen der Intensität des Erdmagnetfelds und Klimaproxys gefunden wurde: In diesen Zeiträumen, in denen die postulierten Prozesse wirken würden, steuert das Erdmagnetfeld maßgeblich, wie viel kosmische Strahlung auf die Erde gelangt. Hätte sie einen signifikanten Klimaeinfluss, müsste es über Millenien eine Korrelation zwischen Magnetfeld und Klima geben. Die Größen konnten aber nicht in Korrelation gebracht werden.

## Klimawandelleugnung
Shaviv ist Klimawissenschaftsleugner und bestreitet den in der Wissenschaft herrschenden Konsens, dass der Mensch der maßgebliche Faktor für die gegenwärtig beobachtete globale Erwärmung ist. Stattdessen hält er eine veränderte Sonnenaktivität für ausschlaggebend. Shaviv ist ein regelmäßiger Teilnehmer von Klimawandelleugnerkonferenzen, insbesondere den Veranstaltungen der u. a. von der Erdölindustrie finanzierten Lobbyorganisation Heartland Institute. Von bestimmten Leugnerorganisationen wie CFACT und der Global Warming Policy Foundation wird er als Berater geführt. Eine Beratung von CFACT bestreitet er jedoch. Er trat auch in einem Video für die Astroturfing-Organisation Friends of Science auf, für die er den wissenschaftlichen Konsens zur menschengemachten Erderwärmung bestritt. Laut WDR ist er ein „Star der Klimawandel-Leugner-Szene“ und „Dauergast“ bei Konferenzen von EIKE. Unter anderem war er 2018 und 2017 Gastredner bei einer von EIKE bzw. CFACT und EIKE veranstalteten „Klimakonferenz“ in Düsseldorf.
2012 unterzeichnete Shaviv mit einer Reihe anderer Klimaleugner wie Richard Lindzen und William Happer einen offenen Brief, der im  Wall Street Journal veröffentlicht wurde. In diesem warfen sie der Klimaforschung „Alarmismus“ vor, die eine Ausrede dafür sei, die staatliche Bürokratie auszubauen und die Steuern zu erhöhen. Zudem ermögliche diese es Unternehmen, die die Politik verstünden, Subventionen abzugreifen. Stattdessen seien weder eine Dekarbonisierung noch sonstige drastische Maßnahmen erforderlich. Während seines Forschungsaufenthalts in Princeton als IBM Einstein Fellow und Mitglied des Institute for Advanced Study (2014/15) untersuchte er den Zusammenhang von Klima und solarer kosmischer Strahlung, die Ausbreitung kosmischer Strahlung in der Galaxie und sehr leuchtstarke Entwicklungsstadien von Sternen jenseits der Eddington-Grenze.
Im November 2018 trat er auf Einladung der AfD vor dem Umweltausschuss des deutschen Bundestages auf und behauptete, es gebe keinen Beweis für eine menschengemachte Erderwärmung.  Zugleich warf der dem Weltklimarat IPCC vor, angebliche Beweise für eine nichtmenschliche Ursache der globalen Erwärmung zu unterdrücken.

## Privates
Shaviv stammt aus Haifa und wuchs in einer Familie von Wissenschaftlern des dortigen Technion auf. Dies betraf auch sein Elternhaus, welches von seiner Mutter Edna Shaviv, einer Professorin für Architektur und Städteplanung im Rahmen ihrer Forschung gestaltet wurde. Nirs Vater Giora Shaviv war als Physiker Dekan der Physikfakultät des Technion und stand der Israelischen Physikalischen Gesellschaft vor.
Shaviv lebt mit seiner Frau Hila in Jerusalem. Die beiden haben zwei Söhne.

## Auszeichnungen
- 1996 Auszeichnung der Wolf-Stiftung für hervorragende Doktoranden
- 1996 Lee A. DuBridge Stipendium des Caltech
- 2000 Beatrice Tremaine Stipendium in Kanada
- 2004 Siegfried Samuel Wolf Vorlesung für Nuklearphysik
- 2014 IBM Einstein Fellowship, Institute for Advanced Study, Princeton

## Veröffentlichungen (Auswahl)
- C. Elphick, O. Regev und N. J. Shaviv: Dynamics of Fronts in Thermally Bistable Fluids. In: The Astrophysical Journal. Band 392, 1992, S. 106
- N. J. Shaviv und G. Shaviv: The Mass Distribution in a Merger Model. In: The Astrophysical Journal Letters. Band 412, 1993, S. L25
- N. J. Shaviv und O. Regev: Interface Dynamics and Domain Growth in Thermally Bistable Fluids. In: Physical Review E. Band 50, 1994, S. 2048
- N. J. Shaviv und A. Dar: Gamma Ray Bursts from Minijets. In: The Astrophysical Journal. Band 447, 1995, S. 863
- N. J. Shaviv und G. Shaviv: The Galaxy Mass Distribution in a Collapsing Spherical Cluster. In: The Astrophysical Journal. Band 448, S. 514
- N. J. Shaviv und A. Dar: Fireballs in Dense Stellar Regions as an Explanation of Gamma-Ray Bursts. In: Mon. Not. of the Royal Astr. Soc. Band 277, 1995, S. 287
- N. J. Shaviv: The Eddington Luminosity in Multiphased Media. In: The Astrophysical Journal Letters. Band 494, 1998, S. 193
- N. J. Shaviv: Can Nonlinear Structure Form at the Era of Decoupling?. In: Mon. Not. of the Royal Astr. Soc.. Band 297, 1998, S. 1245
- A. Dar, A. Laor und N. J. Shaviv: Life extinctions by cosmic ray jets. In: Physical Review Letters. Band 80, 1998, S. 5813
- N. J. Shaviv: The Porous Atmosphere of eta-Carinae. In: The Astrophysical Journal Letters. Band 532, 2000, S. L137
- N. J. Shaviv: Cosmic Ray Diffusion from the Galactic Spiral Arms, Iron Meteorites and a possible Climatic Connection. In: Physical Review Letters. Band 89, 2002, S. 051102
- N. J. Shaviv: The Spiral Structure of the Milky Way, Cosmic-Rays and Ice-Age Epochs on Earth. In: New Astronomy. Band 8, 2003, S. 39
- S. P. Owocki, K. G. Gayley und N. J. Shaviv: A Power Law Porosity Formalism for Continuum-Driven Mass Loss from Stars above the Eddington Limit. In: The Astrophys. Journal. Band 616, 2004, S. 525
- N. J. Shaviv: On Climate Response to Changes in the Cosmic Ray Flux and Radiative Budget. In: J. Geophys. Res.-Space Phys. Band 110 (A8), 2005, A08105, doi:10.1029/2004JA010866

## Aufsätze und Konferenzbeiträge (Auswahl)
- N. J. Shaviv: Climate Change and the Cosmic Ray Connection. In: International Seminar on Nuclear War and Planetary Emergencies – 30thsession. Erice, Italy, August 2003. (Ed. R. Ragaini, World Scientific, 2004)
- Nir Shaviv: Die Rolle der Sonne im Klimawandel des 20. Jahrhunderts. In: Die kalte Sonne. Warum die Klimakatastrophe nicht stattfindet. Von Fritz Vahrenholt und Sebastian Lüning. Hoffmann und Campe, Hamburg 2012, ISBN 3-455-50250-4, S. 86–95.